# Dracula di Bram Stoker
Dracula di Bram Stoker (Bram Stoker's Dracula) è un film del 1992, diretto e prodotto da Francis Ford Coppola, tratto dal romanzo Dracula (1897) dello scrittore irlandese Bram Stoker.

## Trama
Anno 1462: dopo aver conquistato Costantinopoli, i turchi dilagano in Europa, minacciando la Romania e tutto il mondo Cristiano. Dalla Transilvania si leva, a difesa della Chiesa, un cavaliere romeno del Sacro Ordine del Drago, Vlad III di Valacchia, meglio noto come Drăculea e soprannominato L'Impalatore. Tornato in patria vittorioso, fa una scoperta devastante: l'adorata moglie Elisabetta, ciò che di più caro e prezioso che lui aveva sulla Terra, aveva ricevuto la falsa notizia della sua morte in battaglia, inviatale dai turchi per vendicarsi della sconfitta, e per la disperazione si è tolta la vita gettandosi da una torre del castello. Alle parole del sacerdote che sentenziano la dannazione eterna della sua sposa in quanto suicida, Vlad, accecato dall'ira e dal dolore e non accettando la morte dell'amata, rinnega Dio e la Chiesa che aveva difeso, perforando il crocifisso con una spada, rilasciando gronde di sangue e scatenando le forze del male, trasformandosi così nel vampiro Dracula.
Londra, anno 1897. L'avvocato Jonathan Harker è incaricato dalla sua ditta di concludere un affare riguardante l'acquisto di case in diversi punti di Londra per conto di un eccentrico nobile della Transilvania, il Conte Dracula: gli abitanti del villaggio sono per qualche motivo spaventati e una ragazza regala a Jonathan un crocefisso. Il conte all'arrivo di Harker nel suo castello, osservando un'immagine in fotografia della sua fidanzata, Mina Murray, riconosce in lei la reincarnazione della sua amatissima sposa Elisabetta e chiede a Jonathan di scriverle dicendole che si sarebbe trattenuto per un mese. Ben presto però Harker capisce di essere prigioniero. Durante il tetro soggiorno forzato dove tre vampire, le spose di Dracula, lo perseguitano, alternando lucidità e disperazione in una ormai palese prigionia, il giovane riesce a salvarsi il più delle volte con il crocefisso regalatogli, che per qualche misteriosa ragione le donne temono e scopre la vera terrificante natura del Conte, dapprima vedendolo arrampicarsi agilmente sulle mura del castello, e scovandolo poi dentro un sepolcro in cui si risveglia, uscendone fuori con un improvviso balzo.
Dracula, partito per Londra a bordo di una nave, in una delle sue mutevoli forme animali uccide durante il viaggio tutto l'equipaggio dell'imbarcazione Demeter (tradotto anche nel film come Demetrio). Con l'arrivo della nave, i marinai la trovano piena di cadaveri e vedono fuggire un cane nero, che si rivela un ringiovanito Dracula, che aumenta la sua influenza sulla bella Mina presentandosi a lei con il suo vero nome, principe Vlad, riuscendo a sedurla. Nel frattempo la migliore amica di Mina, l'aristocratica Lucy Westenra, prossima al matrimonio con il giovane Lord Arthur Holmwood, viene ripetutamente dissanguata dal conte, che garantisce così il proprio ringiovanimento. Lucy si affida alle cure del dottor Jack Seward, suo ex spasimante, che chiama in suo aiuto Abraham Van Helsing, docente universitario olandese che conosce la natura del vampirismo e che utilizza diversi meccanismi per cercare di neutralizzare il morbo. Il dottor Seward è anche il direttore del manicomio di Carfax Abbey, dove è ricoverato Renfield, impiegato della stessa ditta per cui lavora Harker, e di cui Jonathan ne aveva preso il posto dopo il sopraggiungere della sua pazzia, afflitto da una brama sanguinaria dopo un precedente viaggio in Transilvania.
Riuscito a fuggire dal castello nei Carpazi, Harker si rifugia in un convento, le cui monache informano Mina dell'accaduto. Nonostante la sua infatuazione per il principe Vlad, Mina raggiunge Jonathan e lo sposa. Dopo la partenza di Mina, per ottenere ulteriore linfa vitale, Dracula succhia il sangue di Lucy fino a ucciderla. Van Helsing comprende che il nemico da affrontare è colui che studia e insegue da molto tempo e così con il dottor Seward, Lord Arthur e il texano Quincey P. Morris, un amico di Seward ed anch'esso ex spasimante di Lucy, penetra nella tomba della ragazza e pone fine alla sua maledizione, "uccidendo" la vampira che è diventata e cessando la sua condizione dannata di non-morta.
Per stanare il vampiro, il gruppo si reca nella chiesa di Londra usata da Dracula come base, dove distrugge le casse di terra della Transilvania di cui egli ha bisogno quando si trova lontano da casa. Dracula, costretto a scappare, si materializza nel manicomio e uccide il suo servo Renfield col quale era in contatto tramite telepatia, colpevole di averlo tradito in un momento di lucidità perché aveva avvertito Mina di fuggire da lui per salvarsi. Credendo di metterla al sicuro, il dottor Seward aveva portato anche Mina nello stesso posto, dove ella viene invece trovata dal vampiro che si infila nel suo letto. Egli inizialmente è restio a vampirizzarla perché non vuole condannarla al suo stesso destino, fatto di oscurità e sangue, ma alla fine, spinto dall'insistenza della donna che prova ormai per lui una viscerale attrazione, la morde sul collo, trasformandola. Il professor Van Helsing, con Harker, Morris, Lord Arthur e il dottor Seward, sorprendono nella camera il conte che, braccato, fugge trasformandosi prima in un mostruoso pipistrello umano e dopo in una colonia di topi, scappando poi da Londra via mare disteso in una cassa che viaggia su un vascello verso la Transilvania.
Van Helsing elabora una strategia di caccia al fuggitivo principe e assieme a Mina, Harker, il dottor Seward, Lord Arthur e Morris intraprende il viaggio all’inseguimento di Dracula. Tuttavia il conte è in contatto con la mente di Mina, quindi viene a conoscenza del loro piano. Per questo motivo il gruppo si dividerà, tentando così di anticipare Dracula prima che arrivi al castello. Van Helsing, mentre tiene in custodia Mina che ha iniziato a manifestare i segni della metamorfosi in un vampiro, giunge in prossimità della dimora del vampiro, dove trova la cripta. Al suo interno si trovano le tre spose di Dracula, immerse in un profondo sonno; il dottore le annienta decapitandole e getta poi le loro teste in un dirupo. Dopo un lungo inseguimento tra le nevi dei Carpazi da parte di Morris, Harker, Lord Arthur e il dottor Seward, prima che sopraggiunga il tramonto e Dracula si riappropri di piena forza e poteri, il conte viene fermato alle porte del suo castello e gli zingari che lo trasportavano e servivano vengono uccisi dal gruppo di inglesi. Harker con un coltello apre la cassa dove si nasconde il vampiro e gli taglia la gola; Morris subito dopo trafigge Dracula col suo coltellaccio, per poi morire a causa di una ferita infertagli da uno zingaro. Il vampiro sta quindi per essere ucciso ma in sua difesa si schiera Mina armata di fucile: i due si rifugiano nella cappella del castello, la stessa dove Dracula quattro secoli prima si era tramutato in vampiro, con il principe che si trascina agonizzante a causa delle ferite ricevute. A questo punto egli stesso devastato e stanco della sua condizione, esorta Mina a salvarlo dalla sua condanna, e Mina lacrimante, come atto d'amore, gli dona l'agognata pace, spingendo ancor più a fondo il coltello già conficcato da Morris, e infine lo decapita; questo gesto libera anch'essa dalla dannazione al vampirismo. Nella scena finale del film, l'ultima inquadratura si sofferma sull’immagine di quattro secoli prima, del dipinto sulla volta della cappella, raffigurante il giovane principe Vlad abbracciato all'amatissima principessa Elisabetta. L'affresco torna a splendere di luce, come solenne celestiale ascensione in un eterno ricongiungimento nella redenzione.

## Produzione
Dato che il semplice titolo Dracula era stato già usato in campo cinematografico, e che i diritti su tale titolo erano in mano alla Universal, Coppola volle scegliere Bram Stoker's Dracula, per sottolineare così la sua fedeltà al romanzo. In realtà però il film si differenzia in molti aspetti fondamentali. Il motivo di queste licenze poetiche venne chiarito dal regista: egli non voleva ancora una volta (come precedentemente nella storia del cinema, a eccezione del Nosferatu di Werner Herzog) dare a Dracula l'aspetto e le caratteristiche di creatura mostruosa mutuata da film horror. È anche noto che, in fase di realizzazione, il regista considerò seriamente l'intenzione d'intitolare la pellicola semplicemente D, forse in riferimento alla firma sulla lettera di benvenuto del Conte che Jonathan Harker legge in treno.
L'idea iniziale di Coppola era quella di realizzare il film con uno stile espressionista, giocando con le luci, riducendo al minimo l'arredamento e spendendo molto denaro per la realizzazione dei costumi e del trucco. La produzione però non lo appoggiò in questa idea e gli impose di costruire dei set credibili. Le scenografie vennero realizzate fra i Sony Pictures Studios di Culver City e le London Streets degli Universal Studios di Universal City, California.
Per ottenere l'effetto "a scatti" dei movimenti di Dracula, Coppola usò un intervallometro, un dispositivo in grado di catturare le immagini a una velocità variabile (inferiore rispetto ai 24 fotogrammi al secondo canonici) e quindi ottenere l'effetto desiderato.
Il film fu girato con un budget di 40 milioni di dollari.

### Cast
Anthony Hopkins, oltre che in quello di Van Helsing, recita anche nel ruolo del sacerdote Cesare, che condanna l'anima di Elisabetta alla dannazione perché morta suicida, creando così un parallelismo fra l'uomo che spinse Vlad verso il male e quello che gli darà la caccia come vampiro alcuni secoli dopo.
Prima di Keanu Reeves, era stato preso in considerazione per il ruolo di Jonathan Harker, un giovane Johnny Depp, all’epoca fidanzato con Winona Ryder, che però non convinse la produzione in quanto all'epoca era meno conosciuto di Reeves. Lo stesso Reeves ha dichiarato, alcuni anni dopo l'uscita del film, di non essere soddisfatto dell'interpretazione nel ruolo di Jonathan Harker, affermando anche di essersi pentito di avere lavorato in questa pellicola.
Prima di Gary Oldman, Coppola aveva stilato una vasta lista di attori che avrebbero potuto interpretare il ruolo di Dracula; tra questi c'erano Daniel Day-Lewis, Alec Baldwin, Christian Slater, Hugh Grant, Rupert Everett, Ray Liotta, Kyle MacLachlan, Alan Rickman, Nicolas Cage e lo stesso Keanu Reeves.
Nella scena in cui Harker arriva in Transilvania e viene recuperato dalla carrozza di Dracula, con il cocchiere che sembra "allungarsi" verso Harker e spingerlo nella carrozza, il cocchiere è interpretato da Oldman stesso; l'effetto è stato ottenuto facendo sedere Oldman sul braccio d'una macchina da presa mobile che viene spinta verso Reeves e mossa contemporaneamente verso destra, dando quindi l'impressione dell'allungamento.

### Riprese
Le riprese principali durarono dal 14 ottobre 1991 al 31 gennaio 1992.

## Colonna sonora
Le musiche del film vennero affidate a Wojciech Kilar, mentre per i titoli di coda fu composta la canzone Love Song for a Vampire, scritta e interpretata da Annie Lennox.
Nel 2018 viene pubblicata in un cofanetto a tiratura limitata, la colonna sonora integrale, contenente materiale inedito non utilizzato per la pellicola, chiamata Bram Stoker's Dracula - Expanded Original Motion Picture Soundtrack; il brano Exeloume della cantante Diamanda Galás, utilizzato nel film, non viene incluso neanche in questa versione estesa.
Di seguito sono riportate tutte le tracce della "Expanded Original Motion Picture Soundtrack":
1. Dracula - The Beginning (Original Extended Version)
2. The Journey (Original Extended Version)
3. The Journey (Original Extended Version)
4. The Legacy
5. Spilled Ink
6. Lucy's Party (Original Version)
7. The Book (Original Version)
8. To The Brides (Original Version)
9. The Brides (Original Version)
10. The Storm (Original Version)
11. The Letter I
12. Love Remembered
13. Lucy's Neck (Original Version)
14. The Cinema (Original Version)
15. Lucy's Window (Original Version)
16. Rules Cafe Waltz
17. Rules Cafe (Original Version)
18. Lucy Squirms
19. The Letter II
20. The Hunt Builds (Original Version)
21. Dracula Revealed
22. Lucy's Lullaby (Vocal)
23. The Stake
24. Vampire Hunters (Original Version)
25. The Hunters Prelude
26. The Green Mist (Original Version)
27. Mina - Dracula (Original Extended Version)
28. The Fire
29. So Cold (Original Version)
30. Mina Possessed
31. Ring Of Fire (Original Version)
32. Race Against The Sunset
33. Love Remembered - Love Eternal (Original Finale)
34. The End (Original Version)
35. End Credits (Original Version)
36. Dracula - The Beginning (Alternate)
37. The Journey (Alternate)
38. The Book (Alternate)
39. To The Brides (Alternate)
40. The Storm (Extended No Choir)
41. Love Remembered (Alternate)
42. Lucy Squirms (Alternate)
43. The Letter II (Alternate)
44. The Stake (Alternate)
45. The Green Mist (Alternate No Mutes)
46. The Fire (Alternate Introduction)
47. So Cold (Alternate)
48. Race Against The Sunset (No Brass)
49. Race Against The Sunset (Alternate)
50. Dracula Toolbox D18A
51. Dracula Toolbox D18B
52. Dracula Toolbox D18C
53. Dracula Toolbox - Lucy's Lullaby (Harp)
54. Dracula Toolbox - Tears To Diamonds (Music Box)
55. Whispered Drac (Choir)
56. Dracula - The Beginning
57. Vampire Hunters
58. Mina's Photo
59. Lucy's Party
60. The Brides
61. The Storm
62. Love Remembered
63. The Hunt Builds
64. The Hunters Prelude
65. The Green Mist
66. Mina - Dracula
67. The Ring of Fire
68. Love Eternal
69. Ascension
70. End Credits
71. Love Song For A Vampire [Annie Lennox]
72. Mina - Dracula (Extended Suite)
73. Rules Café (Extended Album Version)
74. The Hunt Builds (Extended Album Version)
75. Mina - Jonathan (Unused Album Suite)
76. Dracula Toolbox D21 (Unused Album Suite)

La traccia ''Vampire Hunters'' è divenuta nota per il suo uso nel programma televisivo italiano Affari tuoi come sottofondo per la ''fatidica'' telefonata del Dottore.

## Distribuzione
Il film fu distribuito negli Stati Uniti il 10 novembre 1992 con un'anteprima a Los Angeles. In Italia uscì il 21 gennaio 1993.

### Divieti
In Italia il film è stato vietato ai minori di 14 anni per linguaggio scurrile.

### Edizione italiana
L'edizione italiana è stata curata da Manlio De Angelis, che presta anche la voce a Tom Waits.
Dario Penne, doppiatore ufficiale di Anthony Hopkins, in questo film non doppiò quest'ultimo ma scelse, su suggerimento di De Angelis, di doppiare Gary Oldman; a sostituire Penne fu Cesare Barbetti (che fu doppiatore di Hopkins anche in altre tre occasioni).

## Accoglienza

### Incassi
Gli incassi del film, pari a 215.862.692 di dollari in tutto il mondo (a fronte di un budget di 40 milioni), salvarono la Zoetrope, compagnia di produzione di Coppola, dalla bancarotta.

### Critica
Matei Cazacu, nel suo libro dedicato alla figura storica di Vlad III di Valacchia, esprime un giudizio molto positivo nei confronti del film di Coppola:

## Riconoscimenti
- 1993 - Premio Oscar
  - Migliori costumi a Eiko Ishioka
  - Miglior trucco a Greg Cannom, Michèle Burke e Matthew W. Mungle
  - Miglior montaggio sonoro a Tom C. McCarthy e David E. Stone
  - Candidatura come Migliore scenografia a Thomas E. Sanders e Garrett Lewis
- 1994 - Premio BAFTA
  - Candidatura come migliore scenografia a Thomas E. Sanders
  - Candidatura come migliori costumi a Eiko Ishioka
  - Candidatura come miglior trucco a Greg Cannom, Michèle Burke e Matthew W. Mungle
  - Candidatura come migliori effetti speciali a Roman Coppola, Gary Gutierrez, Michael Lantieri e Gene Warren Jr.
- 1993 - Saturn Award
  - Miglior film horror
  - Migliore regia a Francis Ford Coppola
  - Miglior attore protagonista a Gary Oldman
  - Migliore sceneggiatura a James V. Hart
  - Migliori costumi a Eiko Ishioka
  - Candidatura come miglior attrice protagonista a Winona Ryder
  - Candidatura come miglior attore non protagonista a Anthony Hopkins
  - Candidatura come miglior trucco a Greg Cannom, Michèle Burke e Matthew W. Mungle
  - Candidatura come migliore colonna sonora a Wojciech Kilar
  - Candidatura come migliori effetti speciali a Roman Coppola
- 1993 - MTV Movie Awards
  - Candidatura per il miglior bacio a Gary Oldman e Winona Ryder
- 1993 - ASCAP Award
  - Top Box Office Films a Wojciech Kilar
- 1993 - Chicago Film Critics Association Award
  - Migliore fotografia a Michael Ballhaus
- 1994 - Fotogramas de Plata
  - Miglior film straniero a Francis Ford Coppola
- 1993 - Premio Hugo
  - Candidatura come miglior rappresentazione drammatica
- 1994 - International Monitor Award
  - Correzione del colore a David Bernstein

## Altri media
- Dal film sono stati tratti vari videogiochi dal medesimo titolo, ma dotati di una differente impostazione:
  - Bram Stoker's Dracula – per Game Boy, Game Gear, NES e Master System (1993), videogioco a piattaforme pubblicato da Sony Imagesoft
  - Bram Stoker's Dracula – per SNES e Mega Drive (1993), videogioco a piattaforme pubblicato da Sony Imagesoft
  - Bram Stoker's Dracula – per Sega CD (1993), picchiaduro a scorrimento con grafica digitalizzata pubblicato da Sony Imagesoft
  - Bram Stoker's Dracula – per MS-DOS (1993), sparatutto in prima persona con elementi da avventura dinamica pubblicato da Psygnosis
  - Bram Stoker's Dracula – per Amiga (1994), picchiaduro a scorrimento pubblicato da Psygnosis
- La frase Ascoltateli, i figli della notte, quale dolce musica intonano (in originale inglese Listen to them, the children of the night, what sweet music they make), pronunciata dal conte nel film, viene pronunciata anche da Bela Lugosi nel film di Browning. Fu poi ripresa dalla band metal inglese Cradle of Filth nella canzone A Dream of Wolves in the Snow, dall'album The Principle of Evil Made Flesh e riutilizzata in Queen Of Winter Throned, tratta dall'EP V Empire or Dark Faerytales in Phallustein.
- Un romanzo ricavato dalla sceneggiatura del film fu scritto a quattro mani da Fred Saberhagen (già approcciatosi al personaggio di Dracula con la saga di Vlad Tapes) e da James V. Hart. Il libro si presenta come un misto degli elementi del film, combinati con quelli del romanzo di Stoker.
- Un fumetto, anch'esso ricavato dalla sceneggiatura del film, scritto da Roy Thomas e disegnato da Mike Mignola, che già aveva collaborato alla produzione del film realizzando alcuni disegni preparatori.[4]
- L'album musicale e il relativo musical derivato Dracula Opera Rock, realizzati dal gruppo italiano Premiata Forneria Marconi, prendono ispirazione dal film di Coppola.[senza fonte]